# سميثفيل (تكساس)
سميثفيل (بالإنجليزية: Smithville)‏ هي مدينة أمريكية تقع في ولاية تكساس.تبلغ مساحة هذه المدينة 9.2 (كم²)،ويبلغ عدد سكانها 3817 نسمة حسب إحصاء سنة 2010 م. تشير إحصاءات سنة 2000م بأن الكثافة السكانية في هذه المدينة تقدر بـ(429.6) نسمة/كم2.

## التركيبة السكانية
حدّد مكتب تعداد الولايات المتحدة بيانات التركيبة السكانية لسميثفيل في تعداد الولايات المتحدة. في ما يلي، التركيبة السكانية حسب تعدادي 2000 و2010.

### تعداد عام 2000
بلغ عدد سكان سميثفيل 3,901 نسمة بحسب تعداد عام 2000، وبلغ عدد الأسر 1,491 أسرة وعدد العائلات 990 عائلة مقيمة في المدينة. في حين سجلت الكثافة السكانية 375.1 نسمة لكل كيلومتر مربع (971.5/ميل2). وبلغ عدد الوحدات السكنية 1,672 وحدة بمتوسط كثافة قدره 160.8 لكل كيلومتر مربع (416.5/ميل2).
وتوزع التركيب العرقي للمدينة بنسبة 78.01% من البيض و14.53% من الأمريكيين الأفارقة و0.31% من الأمريكيين الأصليين و0.41% من الأمريكيين ذوي الأصول الآسيوية و5.10% من الأعراق الأخرى و1.64% من عرقين مختلطين أو أكثر و15.43% من الهسبانيون أو اللاتينيون من أي عرق.
بلغ عدد الأسر 1,491 أسرة كانت نسبة 35.9% منها لديها أطفال تحت سن الثامنة عشر تعيش معهم، وبلغت نسبة الأزواج القاطنين مع بعضهم البعض 49% من أصل المجموع الكلي للأسر، ونسبة 13.8% من الأسر كان لديها معيلات من الإناث دون وجود شريك، بينما كانت نسبة 3.6% من الأسر لديها معيلون من الذكور دون وجود شريكة وكانت نسبة 33.6% من غير العائلات. تألفت نسبة 28.6% من أصل جميع الأسر من عدة أفراد يعيشون في نفس المنزل ونسبة 14.6% كانت تتألف من شخص يعيش بمفرده يبلغ من العمر 65 عاماً أو أكثر. وبلغ متوسط حجم الأسرة المعيشية 2.53، أما متوسط حجم العائلات فبلغ 3.15.
بلغ العمر الوسطي للسكان 36.8 عاماً. وكانت نسبة 26.8% من القاطنين تحت سن الثامنة عشر، وكانت نسبة 7.3% بين الثامنة عشر والرابعة والعشرين عاماً، ونسبة 27.2% كانت واقعةً في الفئة العمرية ما بين الخامسة والعشرين والرابعة والأربعين عاماً، ونسبة 19.1% كانت ما بين الخامسة والأربعين والرابعة والستين، ونسبة 16.4% كانت ضمن فئة الخامسة والستين عاماً فما فوق. يوجد لكل 100 أنثى 89.4 ذكر، ويوجد لكل 100 أنثى في الثامنة عشر من عمرها فما فوق 85.3 ذكر.
بلغ متوسط دخل الأسرة في المدينة 35,586 دولارًا، أما متوسط دخل العائلة فبلغ 45,163 دولارًا. وكان متوسط دخل الذكور 33,500 دولارًا مقابل 23,409 دولارًا للإناث. وسجل دخل الفرد الخاص بالمدينة 16,282 دولارًا. وكانت نسبة 12.1% من العائلات ونسبة 15.9% من السكان تحت خط الفقر، وكان من هؤلاء نسبة 21.8% تحت سن الثامنة عشر ونسبة 17.9% في الخامسة والستين من العمر وما فوق.

### تعداد عام 2010
بلغ عدد سكان سميثفيل 3,817 نسمة بحسب تعداد عام 2010، وبلغ عدد الأسر 1,481 أسرة وعدد العائلات 991 عائلة مقيمة في المدينة. في حين سجلت الكثافة السكانية 367 نسمة لكل كيلومتر مربع (950.5/ميل2). وبلغ عدد الوحدات السكنية 1,708 وحدة بمتوسط كثافة قدره 164.2 لكل كيلومتر مربع (425.3/ميل2).
وتوزع التركيب العرقي للمدينة بنسبة 79.17% من البيض و12.58% من الأمريكيين الأفارقة و1.02% من الأمريكيين الأصليين و0.50% من الأمريكيين ذوي الأصول الآسيوية و0.16% من سكان جزر المحيط الهادئ و4.30% من الأعراق الأخرى و2.28% من عرقين مختلطين أو أكثر و19.05% من الهسبانيون أو اللاتينيون من أي عرق.
بلغ عدد الأسر 1,481 أسرة كانت نسبة 34% منها لديها أطفال تحت سن الثامنة عشر تعيش معهم، وبلغت نسبة الأزواج القاطنين مع بعضهم البعض 45.6% من أصل المجموع الكلي للأسر، ونسبة 16.2% من الأسر كان لديها معيلات من الإناث دون وجود شريك، بينما كانت نسبة 5.1% من الأسر لديها معيلون من الذكور دون وجود شريكة وكانت نسبة 33.1% من غير العائلات. تألفت نسبة 29.4% من أصل جميع الأسر من عدة أفراد يعيشون في نفس المنزل ونسبة 13.4% كانت تتألف من شخص يعيش بمفرده يبلغ من العمر 65 عاماً أو أكثر. وبلغ متوسط حجم الأسرة المعيشية 2.51، أما متوسط حجم العائلات فبلغ 3.08.
بلغ العمر الوسطي للسكان 41.0 عاماً. وكانت نسبة 25.8% من القاطنين تحت سن الثامنة عشر، وكانت نسبة 7.8% بين الثامنة عشر والرابعة والعشرين عاماً، ونسبة 21.4% كانت واقعةً في الفئة العمرية ما بين الخامسة والعشرين والرابعة والأربعين عاماً، ونسبة 26.1% كانت ما بين الخامسة والأربعين والرابعة والستين، ونسبة 18.9% كانت ضمن فئة الخامسة والستين عاماً فما فوق. وتوزع التركيب الجنسي للسكان بنسبة 47.6% ذكور و52.4% إناث.

## المناخ
يظهر الجدول التالي التغييرات المناخية على مدار السنة لسميثفيل:
| البيانات المناخية لـسميثفيل       | البيانات المناخية لـسميثفيل | البيانات المناخية لـسميثفيل | البيانات المناخية لـسميثفيل | البيانات المناخية لـسميثفيل | البيانات المناخية لـسميثفيل | البيانات المناخية لـسميثفيل | البيانات المناخية لـسميثفيل | البيانات المناخية لـسميثفيل | البيانات المناخية لـسميثفيل | البيانات المناخية لـسميثفيل | البيانات المناخية لـسميثفيل | البيانات المناخية لـسميثفيل | البيانات المناخية لـسميثفيل |
| الشهر                             | يناير                       | فبراير                      | مارس                        | أبريل                       | مايو                        | يونيو                       | يوليو                       | أغسطس                       | سبتمبر                      | أكتوبر                      | نوفمبر                      | ديسمبر                      | المعدل السنوي               |
| --------------------------------- | --------------------------- | --------------------------- | --------------------------- | --------------------------- | --------------------------- | --------------------------- | --------------------------- | --------------------------- | --------------------------- | --------------------------- | --------------------------- | --------------------------- | --------------------------- |
| الدرجة القصوى °ف (°م)             | 88 (31)                     | 91 (33)                     | 98 (37)                     | 99 (37)                     | 99 (37)                     | 100 (38)                    | 102 (39)                    | 104 (40)                    | 108 (42)                    | 100 (38)                    | 91 (33)                     | 90 (32)                     | 107 (42)                    |
| متوسط درجة الحرارة الكبرى °ف (°م) | 60 (16)                     | 65 (18)                     | 74 (23)                     | 76 (24)                     | 82 (28)                     | 87 (31)                     | 92 (33)                     | 93 (34)                     | 91 (33)                     | 84 (29)                     | 76 (24)                     | 61 (16)                     | 95 (35)                     |
| متوسط درجة الحرارة الصغرى °ف (°م) | 40 (4)                      | 46 (8)                      | 57 (14)                     | 65 (18)                     | 70 (21)                     | 72 (22)                     | 77 (25)                     | 79 (26)                     | 72 (22)                     | 64 (18)                     | 56 (13)                     | 32 (0)                      | 59 (15)                     |
| أدنى درجة حرارة °ف (°م)           | 4 (−16)                     | 12 (−11)                    | 14 (−10)                    | 30 (−1)                     | 43 (6)                      | 50 (10)                     | 59 (15)                     | 54 (12)                     | 47 (8)                      | 22 (−6)                     | 10 (−12)                    | 3 (−16)                     | 3 (−16)                     |
| الهطول إنش (مم)                   | 1.71 (43)                   | 2.65 (67)                   | 5.51 (140)                  | 6.2 (160)                   | 5.38 (137)                  | 7.46 (189)                  | 0.84 (21)                   | 0.68 (17)                   | 1.83 (46)                   | 3.22 (82)                   | 3.10 (79)                   | 9.60 (244)                  | 57.59 (1٬463)               |
| المصدر: weather.com               |                             |                             |                             |                             |                             |                             |                             |                             |                             |                             |                             |                             |                             |

## معرض صور

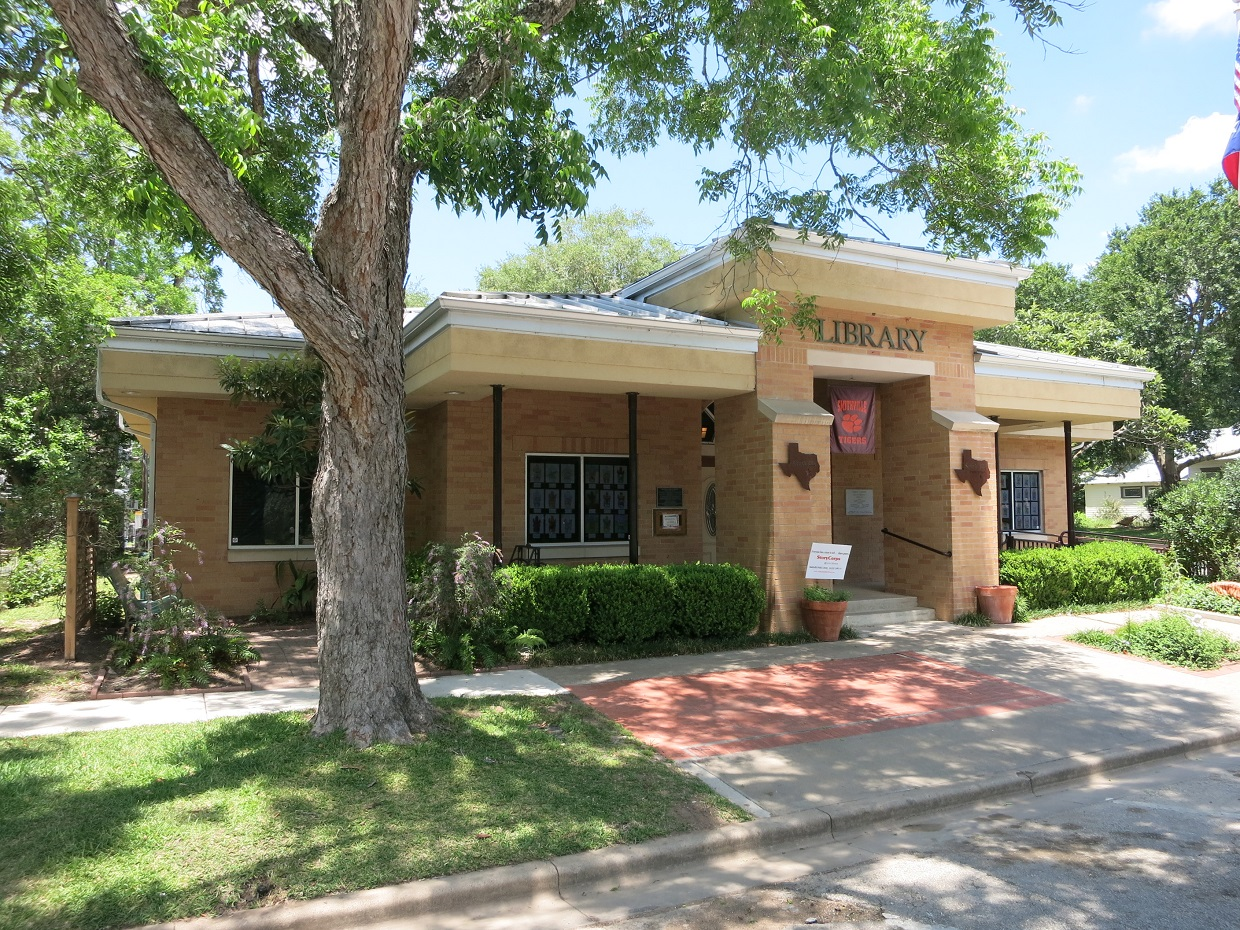
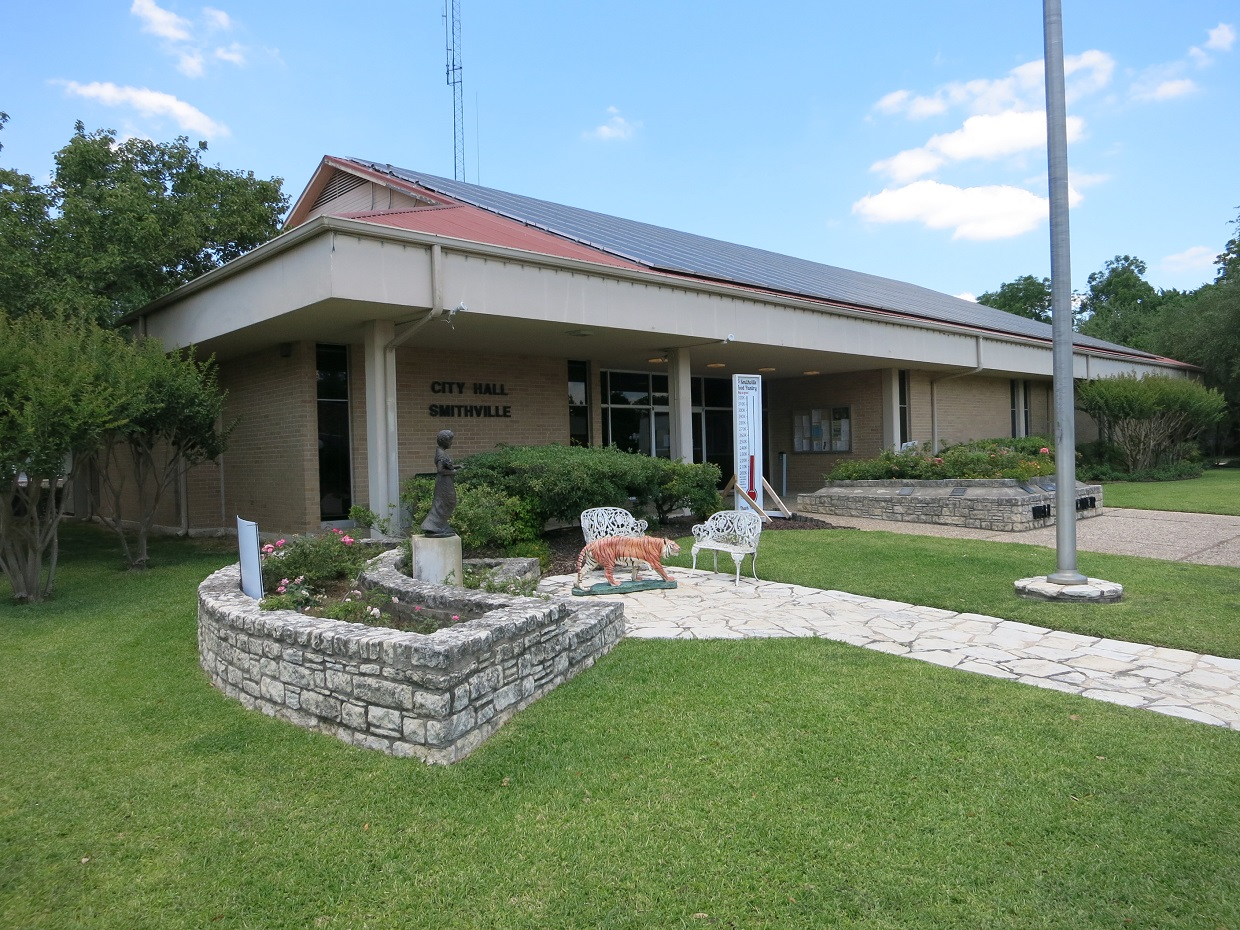
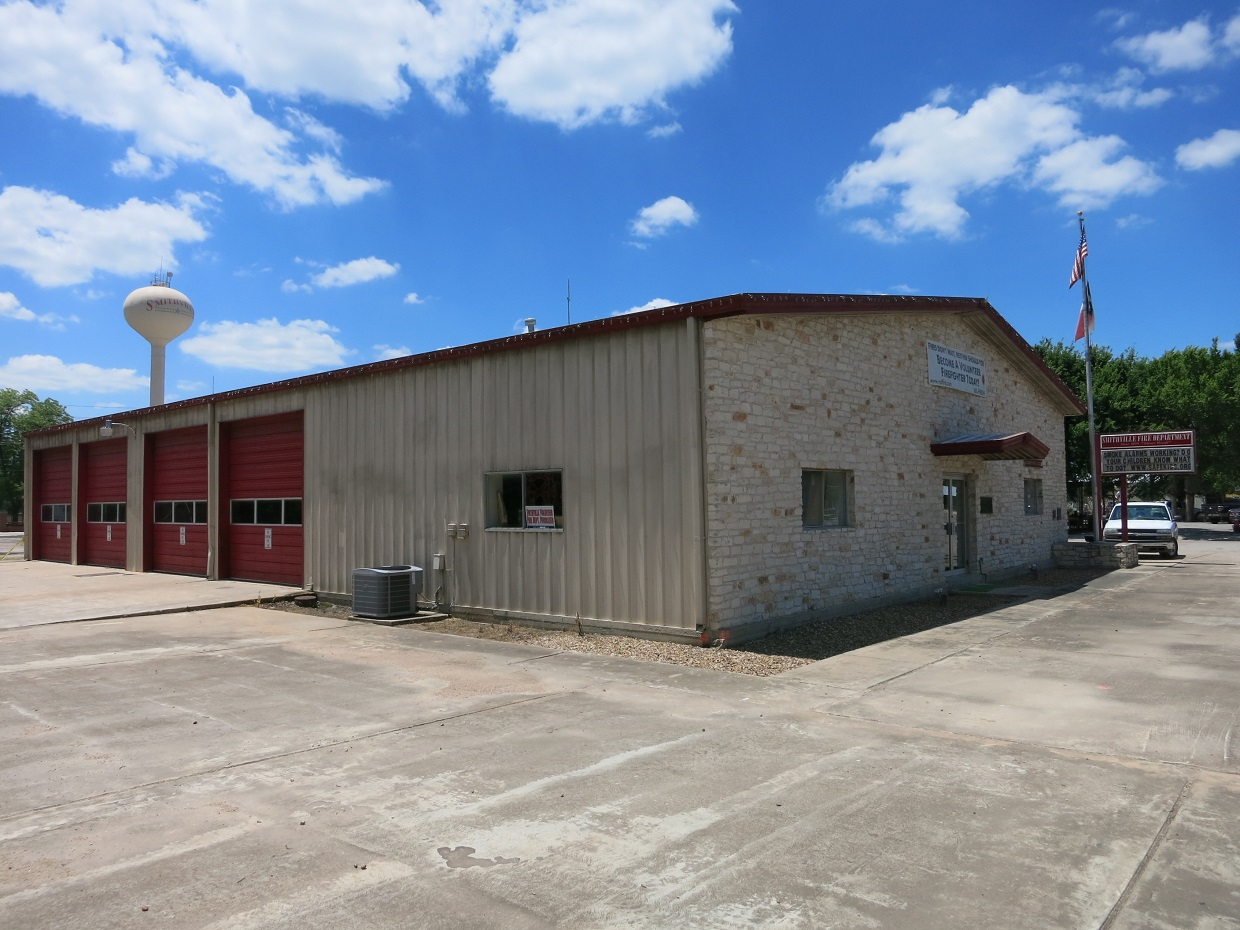

## أعلام
- زاك رايت
- بيتي كالدويل
- سوني رودس